# Douglas Aircraft Company

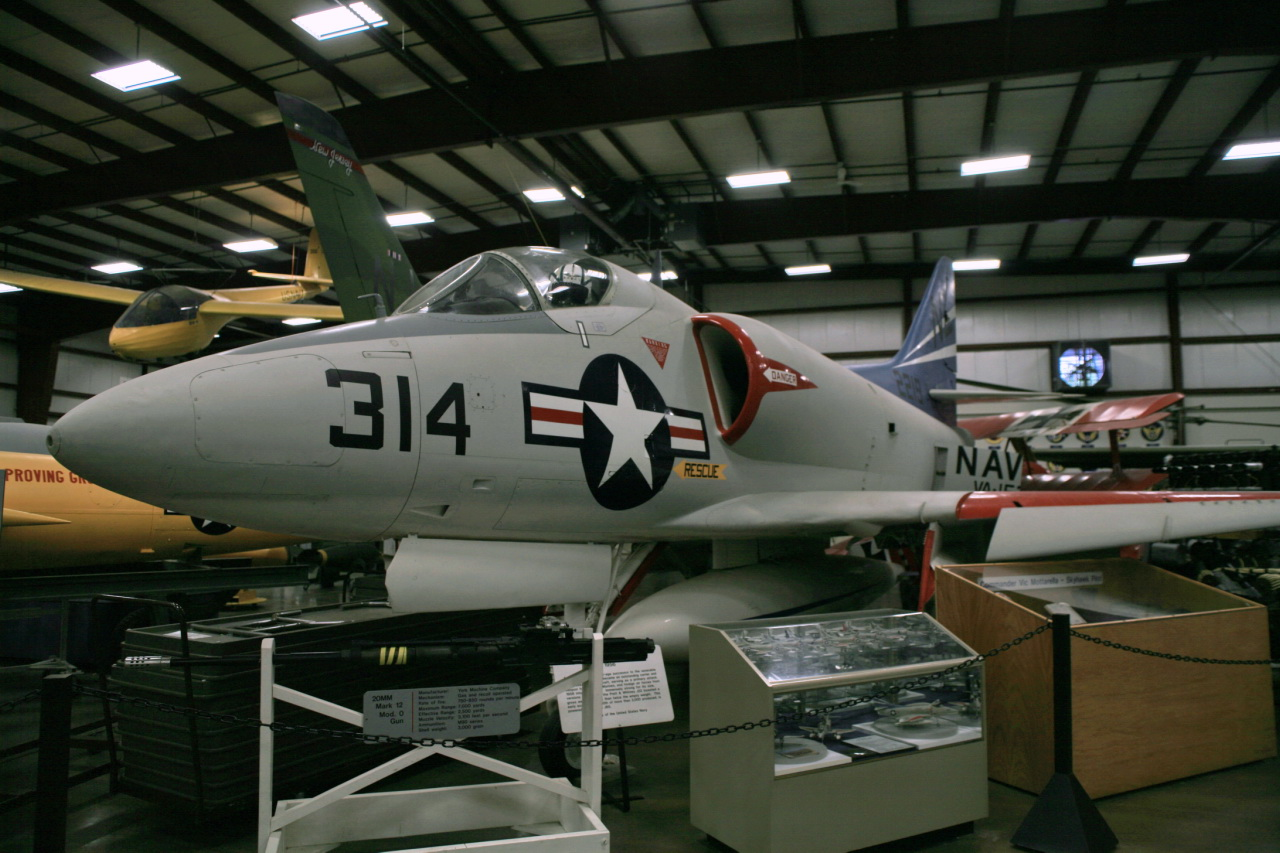
A4D-1 Skyhawk

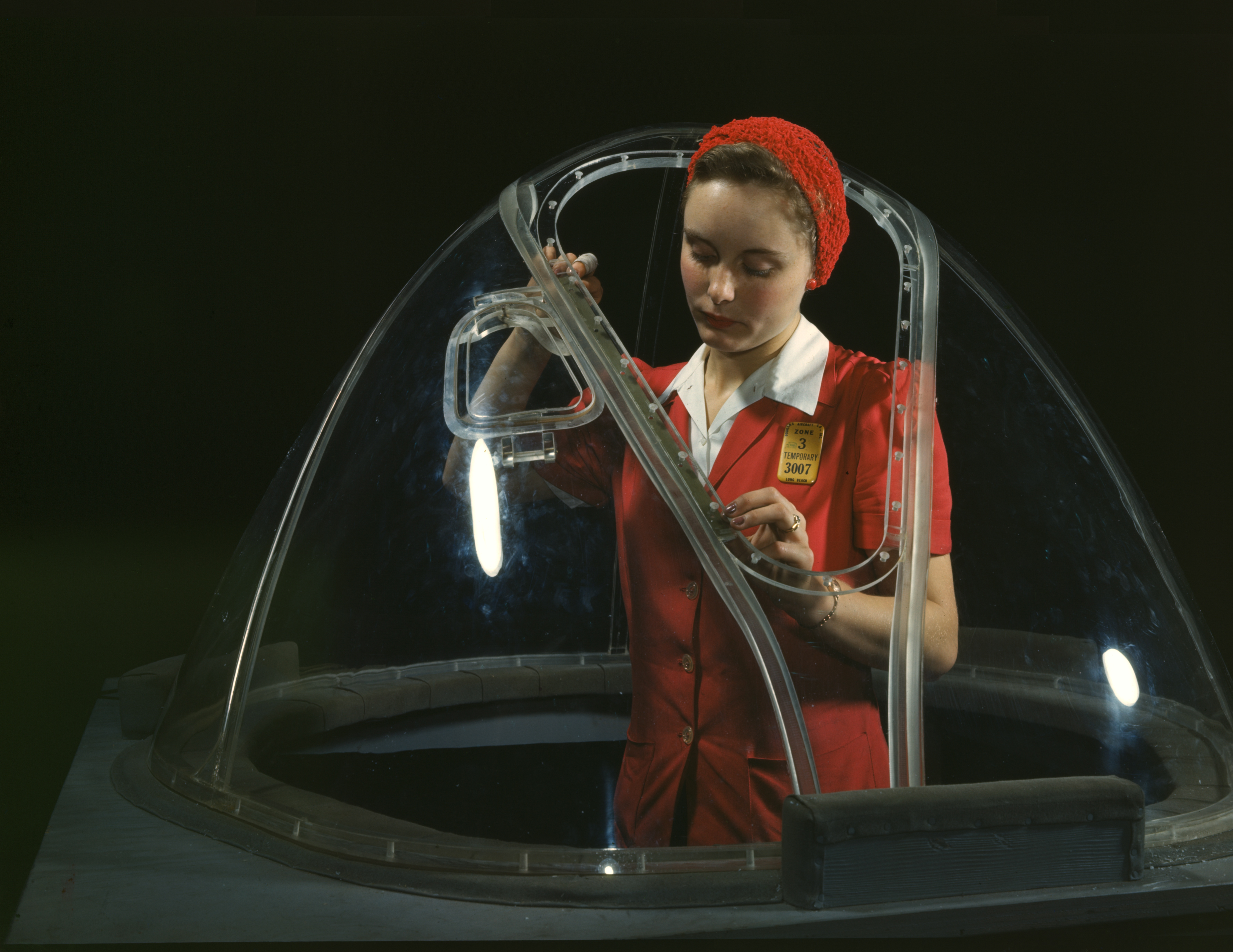
Arbeidster aan het werk aan de neussectie van een B-17F navy bomber in de fabriek van Douglas Aircraft Company, 1942

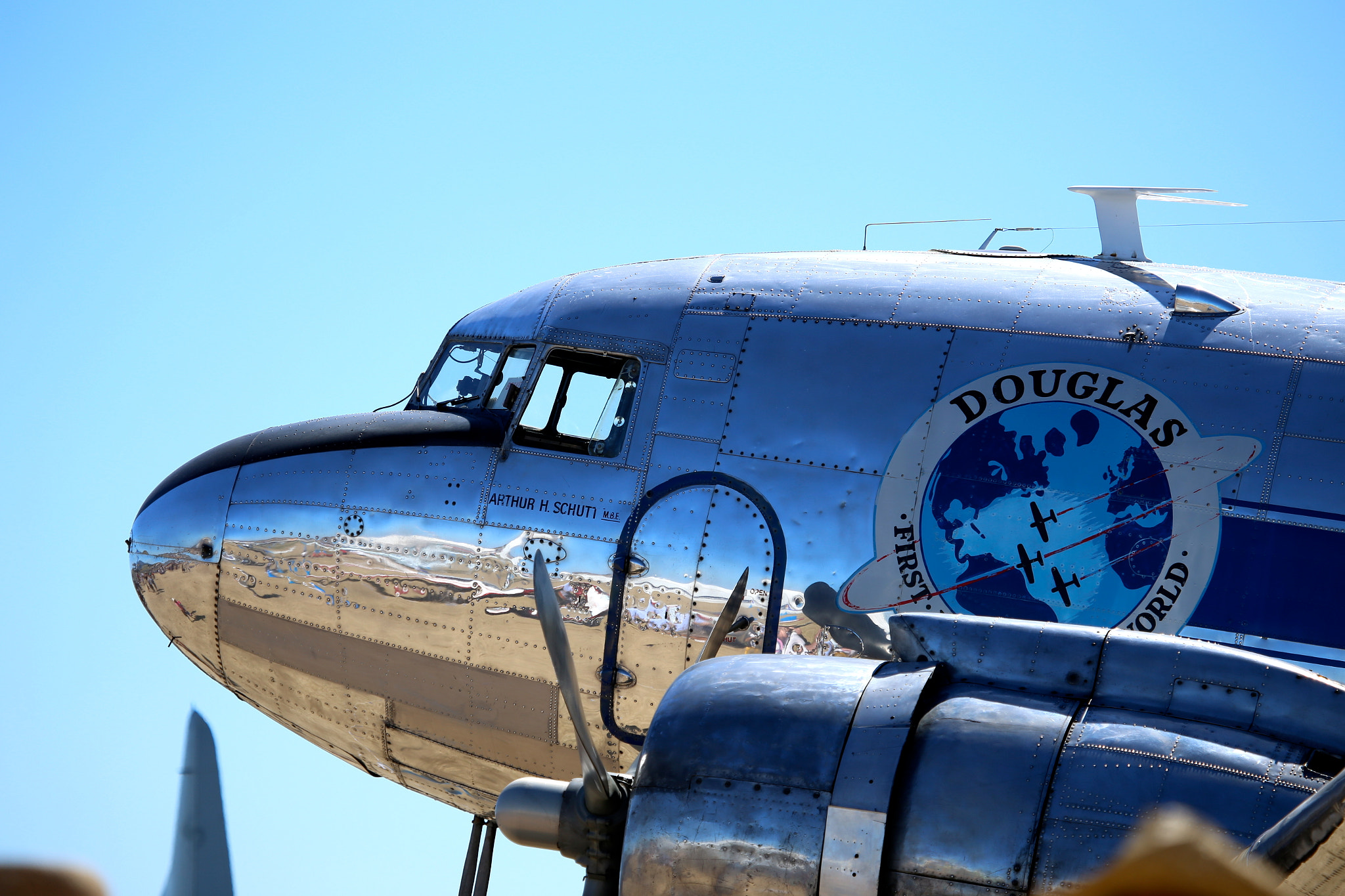
Neus van een DC-3

Douglas Aircraft Company was een Amerikaanse vliegtuigfabriek, gevestigd in Santa Monica, Californië. Sinds 1997 is het bedrijf onderdeel van de vroegere concurrent Boeing.
De Douglas Corporation werd op 5 juli 1921 opgericht door Donald Wills Douglas. Na een reorganisatie werd de naam op 30 november 1928 gewijzigd in Douglas Aircraft Company. Op 28 april 1967 fuseerde dit bedrijf met vliegtuigfabrikant McDonnell Aircraft tot McDonnell Douglas, dat in 1997 werd overgenomen door Boeing.

## Vliegtuigen
- DT torpedo bommenwerper
- DWC world cruiser
- M-2 mail plane
- M-4 mail plane
- C-1
- T2D
- O-2
- Gamma
- Delta
- 8A/A-17
- BT/SBD Dauntless - 5936 gebouwd
- DC-1
- DC-2 - 193 stuks gebouwd
- DC-3 - 10.655 gebouwd
- DC-4 (C-54)
- DC-5
- DC-6
- DC-7
- DC-8
- DC-9
- DC-10 - 386 gebouwd
- DB-7 Boston/Havoc A-20 - 7385 gebouwd
- A-26/B-26 Invader - 1355 gebouwd
- AD (A-1) Skyraider - 3180 gebouwd
- F4D (F-6) Skyray
- A3D (A-3) Skywarrior
- A4D (A-4) Skyhawk - 2980 gebouwd
- Skyrocket
- C-74 Globemaster I
- C-124 Globemaster II
- C-133 Cargomaster
- B-66 Destroyer
- KC-10 Extender - 62 gebouwd
- MD-80
- MD-90
- MD-90-30T Trunkliner
- MD-11 - 200 gebouwd
- C-17 Cargomaster
- MD-12
- MD-95
- T-45A Goshawk